# Derolus martini
Derolus martini là một loài bọ cánh cứng trong họ Cerambycidae.